# سایمورا ماساهیرو

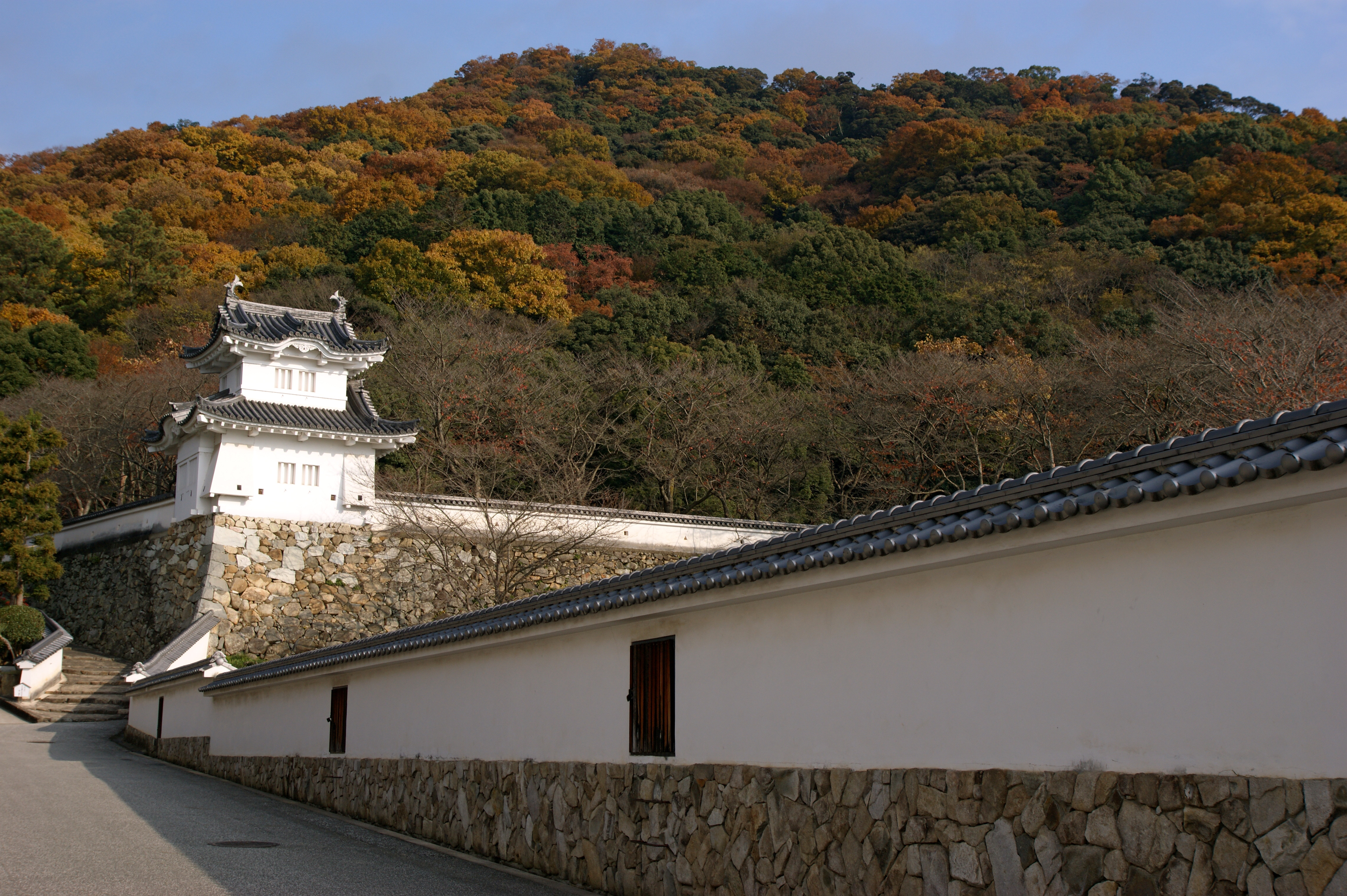
قلعه تاتسونو

سایمورا ماساهیرو (به ژاپنی: 斎村政広)، آکاماتسو هیروهیده (به ژاپنی: 赤松 広秀 あかまつ ひろひで)، تولد ۱۵۶۲ - مرگ ۱۶۰۰ میلادی - پسر آکاماتسو ماساهیده، سامورایی و دایمیو در دوره آزوچی-مومویاما صاحب قلعه تاتسونو در ولایت هاریما بود.
در سال ۱۵۷۷، قلعه تاتسونو تسلیم شد و از خاندان آکاماتسو به تویوتومی هیده‌یوشی منتقل شد، پس از فتح هاریما، هیده یوشی قلعه هیمه‌جی را به عنوان پایگاه خود تأسیس کرد و هاچیسوکا ماساکاتسو را منصوب کرد.